# Valeria Peter Predescu
Valeria Peter Predescu (* 24. Oktober 1947 in Telciu; † 28. April 2009 in Bistrița, Kreis Bistrița) war eine rumänische Volksmusikinterpretin.
Valeria Peter Predescu startete ihre Karriere 1972 im staatlichen Regionalsender TVR Cluj. 1977 gewann sie den Wettbewerb „Floarea din grădină“ und wurde dadurch national bekannt. Sie veröffentlichte 61 Alben mit Folklore-Musik, Kirchenmusik und Weihnachtsliedern sowie vier Bücher. Neben weiteren Auszeichnungen wurde sie in die Academia Artelor Tradiționale in Sibiu aufgenommen.

## Alben
- Așa ne zice Domnul Slavei
- Când fost-a înca prunc Iisus
- Coborât-a coborât
- De-aș avea tot bunul lumii
- Duminica la Florii
- Fecioara Maria
- Lâng-o salcie pletoasă
- La râul Iordanului
- Nunta din Cana Galileii
- O, Maicuța Sfântă
- Pe drum cu spini încununat
- Să fii bucuros, creștine
- Copilule cu ochi străini
- Cruce sfântă

## Singles
- Măi muiere, ce-i bărbate
- Moare, badea, de beteag
- Badea înalt și cu mustață
- Hai, mireasă, să te joc!
- Omu-n lume cât trăiește
- Mamă, dorul dumitale
- Cântă, cuce, că ți-i bine
- La căsuța d-ângă vale
- Pe sub poala de pădure
- Să jucăm mireasa
- Datul cămeșii la mire
- Măicuță, când m-ai făcut
- Ia-ți, mireasă, ziua buna
- Zis-o, badea, către mine
- Mamă, nu mă legăna
- Ieși, mireasă, până-n prag
- Strigătura la găină
- Datul colacului la soacră
- Hai la mine, pui frumos
- Dragă Ileană
- Mândru-i Cluju’și Feleacu’
- Iamă-n brațe, dorule!
- În casă mi-am pus război
- Mândre-s nunțile la noi
- Bădiță cu mândre multe
- Draga inimii mele
- Drag mi-e jocu românesc
- O făcut tata fântână
- În frumosul nost Ardeal
- Mo întrebat cucuțu
- Cântecul cununii
- Frunză verde, mărule